# Омура, Ваитиро
Ваитиро Омура (яп. 大村 和市郎 О:мура Ваитиро:, 1 января 1933, Сидзуока — 2003) — японский футболист.

## Клубная карьера
На протяжении своей футбольной карьеры выступал за клуб Tanabe Pharmaceuticals.

## Карьера в сборной
С 1956 по 1958 год сыграл за национальную сборную Японии пять матчей. Также участвовал в Олимпийских играх в 1956 году.

### Статистика за сборную
| Сборная Японии | Сборная Японии | Сборная Японии |
| Год            | Матчи          | Голы           |
| -------------- | -------------- | -------------- |
| 1956           | 3              | 0              |
| 1957           | 0              | 0              |
| 1958           | 2              | 0              |
| Итого          | 5              | 0              |